# Unterhaidelbach
Unterhaidelbach ist ein Gemeindeteil der Gemeinde Leinburg im Landkreis Nürnberger Land (Mittelfranken, Bayern). Die Gemarkung Unterhaidelbach hat eine Fläche von 2,499 km². Sie ist in 795 Flurstücke aufgeteilt, die eine durchschnittliche Flurstücksfläche von 3144,00 m² haben. In ihr liegen neben dem namensgebenden Ort die Gemeindeteile Pühlhof und Weihersberg.

## Geografie
Das Dorf liegt westlich des Behlengrabens, der unmittelbar südlich des Ortes als rechter Zufluss in den Haidelbach mündet. Südöstlich des Ortes schließt sich das Waldstück Heide an. Die Staatsstraße 2240 führt nach Leinburg (1,2 km westlich) bzw. nach Winn (1,6 km südöstlich). Gemeindeverbindungsstraßen führen nach Weihersberg (1,5 km nördlich) und über Pühlhof nach Pötzling (1,2 km nordöstlich).

## Geschichte
Der Name des Ortes deutet darauf hin, dass an den Ufern des den Ort durchquerenden Haidelbaches viele Heidelbeersträucher standen. Erstmals urkundlich erwähnt wurde Unterhaidelbach 1360, als die Güter der Reichshofmark Altdorf an den Burggrafen Albrecht den Schönen von Nürnberg übergingen. Nach mehrmaligen Wechseln der Adelsgeschlechter kam der Ort als Folge des Landshuter Erbfolgekrieges schließlich zur Reichsstadt Nürnberg. Diese Zugehörigkeit führte in der Folge zu Streitigkeiten mit dem Markgrafen von Ansbach.
Mit dem Gemeindeedikt (frühes 19. Jahrhundert) wurde Unterhaidelbach dem Steuerdistrikt Leinburg zugewiesen. Zugleich entstand die Ruralgemeinde Unterhaidelbach, zu der Pühlhof und Weihersberg gehörten. Sie unterstand in Verwaltung und Gerichtsbarkeit dem Landgericht Altdorf. Im Zuge der Gebietsreform in Bayern wurde Unterhaidelbach am 1. Juli 1971 nach Leinburg eingemeindet.

### Einwohnerentwicklung der ehemaligen Gemeinde Unterhaidelbach
| Jahr          | 1865 | 1910 | 1933 | 1939 | 1958 | 1961 | 1971 | 1987 | 1993 | 2016 | 2022 |
| Einwohnerzahl | 138  | 116  | 91   | 81   | 124  | 120  | 158  | 412  | 428  | 473  | 487  |

## Sehenswürdigkeiten

### Baudenkmäler
In Unterhaidelbach befindet sich ein aus der Mitte des 19. Jahrhunderts stammendes ehemaliges Wohnstallhaus, das als massiver eingeschossiger Satteldachbau ausgeführt ist.

### Naturdenkmäler
Im Ort gibt es drei Bäume, die als Naturdenkmäler ausgezeichnet sind:
- Roßeiche mit einem BHU von 6,63 m (2013).[16]
- Friedenslinde
- Huteiche